# Mitsoudjé
Mitsoudjé ist eine Stadt auf der Insel Grande Comore in den Komoren im Indischen Ozean.

## Geographie
Der Ort liegt im südlichen Drittel der Westküste von Grande Komore, etwas erhöht über dem Meer. Die RN 2 verläuft durch den Ort und verbindet ihn mit Komioni im Norden und Hamsaoua im Süden. Weiter bergan im Osten liegt der Ort Djoumouachongo, unterhalb, zur Küste hin liegen die Orte Madjeouéni und Salimani. Am Nordrand des Ortes befindet sich auch das Stade Olympafrica de Mitsoudjé.

## Persönlichkeiten
- Azali Assoumani (* 1959), Präsident der Komoren.[2]